# Mary Ward (uczona)
Mary Ward (ur. 27 kwietnia 1827, zm. 31 sierpnia 1869) – irlandzka przyrodniczka, mikroskopistka, pisarka i ilustratorka. Prawdopodobnie pierwsza na świecie śmiertelna ofiara udokumentowanego wypadku drogowego z udziałem pojazdu napędzanego własnym silnikiem. 

## Zainteresowania
Mary Ward urodziła się w dobrze sytuowanej rodzinie właściciela ziemskiego Henry`ego Kinga i jego żony Harriett. Kształciła się w domu i nigdy nie zdobyła oficjalnego wykształcenia uniwersyteckiego. Od najmłodszych lat interesowała się przyrodą i wykonywała precyzyjne rysunki owadów. Zajmowała się również astronomią, a gdy dorastała, jej kuzyn, William Parsons zbudował największy na świecie teleskop. Ward wykonała wiele szkiców z różnych etapów budowy, które później wykorzystano w rekonstrukcji teleskopu. Kiedy była nastolatką, otrzymała swój pierwszy mikroskop, prawdopodobnie jeden z najlepszych mikroskopów w tym czasie w Irlandii i mikroskopia pochłonęła ja całkowicie. Będąc kobietą nie mogła podjąć studiów, korzystając ze wsparcia znanego już w świecie naukowym Williama Parsonsa pisała do naukowców, prosząc ich o informacje na temat opublikowanych prac w celu dalszego kształcenia. Była wówczas jedną z trzech kobiet, która otrzymywała regularnie pocztę z Royal Astronomical Society.

## Prace
Ward wydała kilka książek, pisała również artykuły naukowe. Jej ilustracje znalazły się w pracach wielu uczonych między innymi fizyka Davida Brewstera.
Pierwsza książka Sketches with the microscope (1857) była wznawiana ośmiokrotnie w latach 1858–1880. Kolejne to: A Windfall for the Microscope (1856), A World of Wonders, Revealed by the Microscope (1857), Entomology in Sport, and Entomology in Earnest (1857, wspólnie z Lady Jane Mahon),  Telescope Teachings (1859) i Microscope Teachings (1864).

## Małżeństwo i rodzina
6 grudnia 1854 r. Mary wyszła za mąż za Henry'ego Warda z Castle Ward, który w 1881 r. uzyskał tytuł wicehrabiego Viscount Bangor. Mieli trzech synów i pięć córek. Jej prawnuczką jest aktorka i ilustratorka Lalla Ward znana z roli Romany w serialu Doktor Who.

## Okoliczności śmierci
31 sierpnia 1869 r. Mary Ward wybrała się na przejażdżkę prymitywnym samochodem napędzanym silnikiem parowym. Pojazd zbudowali nastoletni synowie Williama Parsonsa, Richard i Charles, który później został wybitnym inżynierem i twórcą turbiny nazwanej jego imieniem. Podczas jazdy Mary Ward wypadła z pozbawionego kabiny pojazdu i zginęła pod jego drewnianymi kołami. Przeprowadzono śledztwo lecz nie wskazano winnego i całe wydarzenie uznano za nieszczęśliwy wypadek. Mary Ward zmarła w wieku 42 lat i stała się pierwszą udokumentowaną ofiarą wypadku samochodowego.